# Gene Vincent
Gene Vincent, nome d'arte di Eugene Vincent Craddock (Norfolk, 11 febbraio 1935 – Los Angeles, 12 ottobre 1971), è stato un cantante e musicista statunitense.

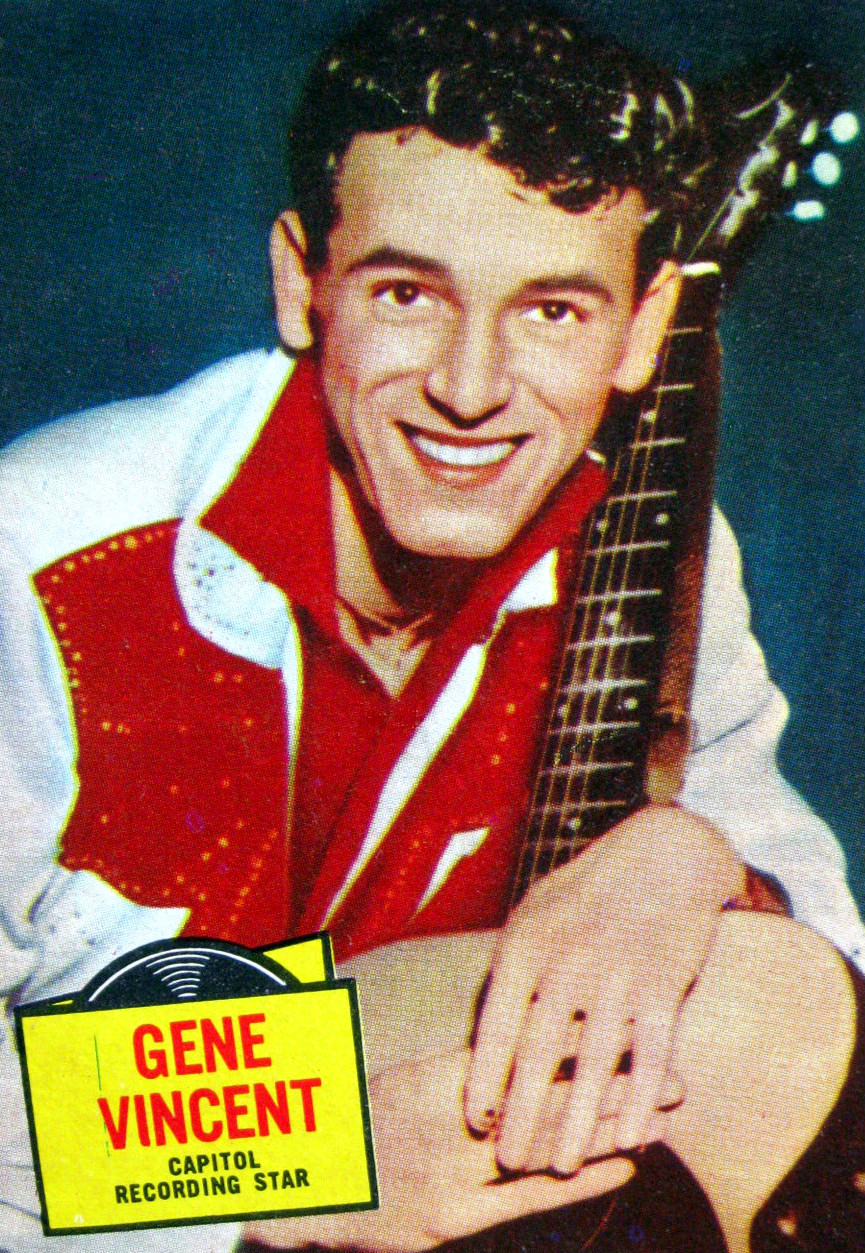
Gene Vincent (1957)

È stato uno dei principali artisti della stagione del primo rock and roll e resta famoso soprattutto come autore e interprete di Be-Bop-A-Lula.

## Biografia
Eugene Vincent Craddock nasce in Virginia in una famiglia di commercianti. A 12 anni riceve in regalo la sua prima chitarra e la sua formazione musicale è fortemente influenzata dalla musica country e gospel. A 17 anni lascia la scuola e si arruola in marina e per qualche mese viene anche inviato in Corea. Al suo ritorno negli Stati Uniti (luglio 1955), resta gravemente ferito a una gamba in seguito a un grave incidente motociclistico, rischiando l'amputazione. L'arto viene salvato ma residua una grave invalidità che gli procura difficoltà e dolori per tutta la vita.
Costretto a lasciare la vita militare, Vincent comincia a suonare con un gruppo locale e nel 1956 compone Be-Bop-a-Lula, brano dal titolo-nonsense che rimane tra i capostipiti del genere rock and roll.
Il brano viene ascoltato da Bill Lowery, esponente di una nota casa di edizioni musicali, che fa ottenere a Vincent un contratto con la Capitol Records. I dirigenti della Capitol decidono di far esordire Vincent con un'altra composizione (Woman Love), ma Lowery si impone affinché Be-Bop-a-Lula venga stampato sulla facciata B del disco. Intanto Lowery si era affrettato a far stampare delle lacche con il solo lato B, che distribuisce a scopo promozionale alle varie stazioni radio, sicché quando il disco viene pubblicato, il successo di Be-Bop-A-Lula, già diffuso dalle radio locali, oscura completamente la facciata A. Da sottolineare il sapiente e per i tempi assolutamente innovativo uso del delay (eco ribattuto) nella registrazione della voce.
Dopo il primo disco (che arriva al numero 7 della classifica statunitense e vi staziona per 20 settimane), Gene Vincent & His Blue Caps, questo il nome del gruppo che lo accompagnava, non riescono più a ripeterne il successo (2 milioni di copie vendute) con i brani successivi. Alcuni di essi entrano ugualmente in classifica ma si collocano in posizioni significativamente inferiori: Race with the Devil (Posizione nº 96) e Bluejean Bop (nº 49). Si sparge la voce di Vincent denunciato per oscenità a seguito di una esecuzione in pubblico di Woman Love definita contraria alla pubblica decenza, ma sembra che la notizia sia stata diffusa dal manager dell'artista al fine di creare pubblicità. La notizia in ogni caso risalta sui rotocalchi scandalistici e contribuisce a creare un'immagine di cantante maledetto e a fare in modo che molti cantanti melodici (Pat Boone, Andy Williams) rifiutino d'ora in poi di esibirsi assieme a lui.
Nel 1957 il successo torna con Lotta Lovin' (19 settimane di permanenza in classifica, 13º posto raggiunto con 1 milione e mezzo di copie). Gene Vincent parte in tour per l'Australia dove si esibisce con Little Richard e Eddie Cochran. Nello stesso anno compare nel film The Girl Can't Help It (titolo italiano  Gangster cerca moglie) accanto a Jayne Mansfield. L'ultimo successo del 1957 è Dance to the Bop, che raggiunge il 23º posto in classifica.
Una sua disputa con l'ufficio statunitense delle Entrate lo costringe a lasciare l'America e ad andare in Europa, dove si rivolge principalmente al mercato britannico e a quello francese.
Nel 1960, a bordo di una Ford Consul guidata da un tale George Martin e diretta all'aeroporto di Londra dove deve prendere un volo per tornare negli Stati Uniti, è coinvolto in un nuovo incidente. Con lui si trovavano a bordo Eddie Cochran, che perde la vita a seguito dei gravi traumi riportati, e Sharon Sheeley, autrice di canzoni e fidanzata di quest'ultimo, che riporta la frattura del bacino. Vincent subisce alcune fratture costali e danneggia nuovamente l'arto già menomato, ma riesce a salvarsi.
Nell'aprile del 1962 è ad Amburgo, dove si esibisce al Top Ten Club assieme ai Beatles, coi quali suonerà nel luglio dello stesso anno al Cavern di Liverpool.
Nel 1963 è in Inghilterra in grande stile, accompagnato dal Sounds Incorporated, un gruppo che renderà leggendarie le sue esibizioni di questo periodo. Su suggerimento dell'impresario Jack Good, Vincent e i suoi musicisti adottano l'abbigliamento in pelle nera che da questo momento in poi diverrà una caratteristica costante dell'artista. Lo stesso gruppo accompagnerà Vincent nel 1965 nella storica esibizione allo Shea Stadium accanto ai Beatles.
Nel 1966, un Gene Vincent visibilmente ingrassato e intossicato tenta il rilancio negli USA come cantante country, ma nonostante alcune incisioni al fianco di musicisti di prestigio e una serie di concerti, non ottiene il successo sperato. I problemi con l'alcolismo e con i farmaci assunti quotidianamente per dominare il dolore alla gamba lo rendono difficilmente gestibile; le numerose dispute legali per le richieste delle ex-mogli lo stancano e lo innervosiscono.
Muore in California, mentre si trova in visita presso suo padre, a soli trentasei anni per la perforazione di un'ulcera gastrica. Nel 1998, per la sua indiscutibile influenza sulla musica popolare statunitense e non solo, viene introdotto nella Rock and Roll Hall of Fame.

## Discografia

### Come Gene Vincent and His Blue Caps
Album in studio
- 1956 - Bluejean Bop!
- 1957 - Gene Vincent and the Blue Caps
- 1958 - Gene Vincent Rocks! And the Blue Caps Roll
- 1958 - A Gene Vincent Record Date

EP
- 1956 - Gene Vincent and His Blue Caps Play Bluejean Bop
- 1957 - Gene Vincent and His Blue Caps Play Bluejean Bop

### Come Gene Vincent
Album in studio
- 1959 - Sounds Like Gene Vincent
- 1960 - Crazy Times!
- 1964 - Shakin' Up a Storm
- 1967 - Gene Vincent
- 1969 - Gene Vincent's Greatest
- 1970 - I'm Back and I'm Proud
- 1970 - Gene Vincent
- 1971 - The Day the World Turned Blue
- 1974 - The Bop That Just Won't Stop
- 1982 - Dressed in Black
- 1983 - From L.A. to Frisco
- 1987-  The last session -  postumo  registrazioni 1971

Raccolta
- 1963 - The Crazy Beat of Gene Vincent
- 1980 - Be-Bop-A-Lula
- 1982 - Rockabilly Fever

Split
- 1981 - Forever (Rollin' Rock Records, 022) album split con 4 brani di Gene Vincent

EP
- 1957 - Bluejean Bop! (Part3)
- 1957 - Red Blue Jeans and a Pony Tail
- 1957 - Gene Vincent and the Blue Caps (Part 2)
- 1957 - Gene Vincent and the Blue Caps (Part 3)
- 1958 - Gene Vincent Rocks! And the Blue Caps Roll
- 1958 - Gene Vincent Rocks! And the Blue Caps Roll
- 1958 - Gene Vincent Rocks! And the Blue Caps Roll
- 1958 - Hot Rod Gang
- 1959 - A Gene Vincent Record Date Part 1
- 1959 - A Gene Vincent Record Date Part 2
- 1959 - A Gene Vincent Record Date with the Blue Caps

Singoli
- 1956 - Be-Bop-a-Lula/Woman Love (Capitol, F3450)
- 1956 - Race with the Devil/Gonna Back Up, Baby (Capitol, F3530)
- 1956 - Bluejean Bop/Who Slapped John (Capitol, F3558)
- 1956 - Crazy Legs/Important Words
- 1957 - B-I-Bickey-Bi-Bo-Bo-Go/Five Days, Five Days
- 1957 - Lotta Lovin'/Weat My Ring
- 1957 - Dance to the Bop/I Got It
- 1958 - Walkin' Home from School/I Gotta Baby
- 1958 - Baby Blue/True to You
- 1958 - Yes I Love You Baby/Rocky Road Blues
- 1958 - Little Love/Git It
- 1958 - Say Mama/Be-Bop Boogie Boy
- 1959 - Over the Rainbow/Who's Pushin' You Swing
- 1959 - The Night Is So Lonely/Right Now
- 1959 - Wild Cat/Flight Here on Earth
- 1960 - Pistol Packin' Mama/Anna Annabella
- 1961 - Mister Loneliness/If You Want My Lovin'
- 1961 - Lucy Star/Baby Don't Believe Him
- 1966 - Bird Doggin'/Ain't That Too Much
- 1966 - Lonely Street/I've Got My Eyes on You
- 1967 - Born to Be a Rolling Stone/Pickin' Poppies
- 1968 - Story of the Rockers/Pickin' Poppies
- 1969 - Story of the Rockets/Pickin' Poppies
- 1970 - Sunshine/Geese
- 1971 - High On Life/The Day the World Turned Blue